# Lord-lieutenant du Norfolk
Ceci est une liste de personnes qui ont servi comme lord-lieutenant du Norfolk. Depuis 1689, tous les lord-lieutenants ont été également Custos Rotulorum of Norfolk.
- Thomas Radclyffe (3e comte de Sussex) 1557–1559
- Thomas Howard (4e duc de Norfolk) 1559–1572
- Henry Carey (1er baron Hunsdon) 3 juillet 1585–23 juillet 1596
- Henry Howard (1er comte de Northampton) 16 juillet 1605–16 juin 1614
- Thomas Howard (14e comte d'Arundel) 18 avril 1615–1642 conjointement avec
- Henry Howard (Lord Maltravers) 28 février 1633–1642
- Interregnum
- Thomas Wriothesley (4e comte de Southampton) 24 septembre 1660 – 19 août 1661
- Horatio Townshend (1er vicomte Townshend) 19 août 1661 – 6 mars 1676
- Sir Robert Paston (1er comte de Yarmouth) 6 mars 1676 – 8 mars 1683
- Henry Howard (7e duc de Norfolk) 5 avril 1683 – 2 avril 1701
- Charles Townshend (2e vicomte Townshend) 26 mai 1701 – 30 avril 1713
- James Butler (2e duc d'Ormonde) 30 avril 1713 – 30 octobre 1714
- Charles Townshend 2e vicomte Townshend 30 octobre 1714 – 25 juin 1730
- Charles Townshend, Lord Lynn 25 juin 1730 – 13 décembre 1739
- John Hobart (1er comte de Buckinghamshire) 13 décembre 1739 – 22 septembre 1756
- George Walpole (3e comte d'Orford) 29 juin 1757 – 5 décembre 1791
- George Townshend 1er marquis Townshend 24 février 1792 – 14 septembre 1807
- William Harbord (2e baron Suffield) 11 mars 1808 – 1er août 1821
- John Wodehouse (2e baron Wodehouse) 1er novembre 1821 – 31 mai 1846
- Thomas Coke (2e comte de Leicester) 28 juillet 1846 – 3 septembre 1906
- Thomas Coke (3e comte de Leicester) 3 septembre 1906 – 1er mai 1929
- Russell James Colman 1er mai 1929 – 14 mars 1944
- Thomas Coke (4e comte de Leicester) 14 mars 1944 – 21 aout 1949
- Sir Edmund Bacon, 13e baronnet 30 septembre 1949 – 1978
- Sir Timothy Colman, KG 30 mars 1978 – 19 septembre 2004[1]
- Richard Jewson 19 septembre 2004 – 5 août 2019
- Philippa Dannatt depuis le 5 août 2019

## Deputy Lieutenants
- Edward Astley, Esq. (1799-1846), 23 March 1843 [2]
- Honourable Charles Stanhope Melville Bateman Hanbury 7 March 1901 [3]
- Peter Edward Hansell 28 février 1901 [3]
- Major Robert Herbert Heath Jary 11 avril 1901 [4]